# Liste der Monuments historiques in Armaillé
Die Liste der Monuments historiques in Armaillé führt die Monuments historiques in der französischen Gemeinde Armaillé auf.

## Liste der Bauwerke
| Bezeichnung                           | Beschreibung              | Standort                                                    | Kennzeichnung | Schutzstatus | Datum | Bild           |
| ------------------------------------- | ------------------------- | ----------------------------------------------------------- | ------------- | ------------ | ----- | -------------- |
| Ehemaliges Priorat von La Primaudière | Erbaut im 13. Jahrhundert | auch auf dem Gebiet der Gemeinde Juigné-des-Moutiers (Lage) | PA00108947    | Classé       | 1965  | weitere Bilder |
| Schloss Le Bois-Gélin                 | Erbaut im 16. Jahrhundert | (Lage)                                                      | PA00109422    | Inscrit      | 1991  |                |

## Liste der Objekte
- Monuments historiques (Objekte) in Armaillé in der Base Palissy des französischen Kultusministeriums